# تحسين بك سعيد
الأمير تحسين بك (بالكردية: Mîr Tehsîn Seîd Beg‏) هو تحسين سعيد علي بك، أمير اليزيديين في العراق والعالم. ولد في 15 أغسطس 1933، في باعذرة التابعة لقضاء الشيخان في الموصل. تم تنصيبه أميرا لليزيديين، بترشيح من جدته ميان خاتون، بعد مرور 15 يوما على وفاة والده الأمير سعيد علي بك وذلك في صيف 1944، وبقي في منصبه منذئذ إلى وفاته. توفي يوم الإثنين 28 يناير 2019 في إحدى مستشفيات مدينة هانوفر بألمانيا بعد معاناة مع مرض عُضال.

## نسبه وسيرته

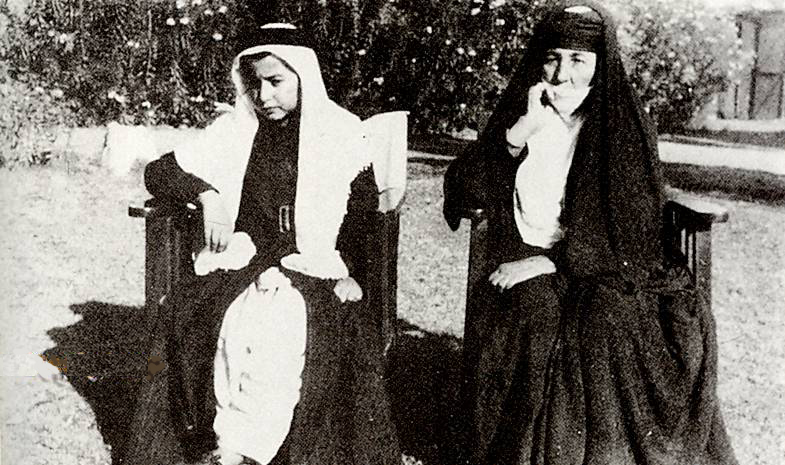
صورة لتحسين بك صغيراَ

هو الأمير تحسين بن سعيد (توفي سنة 1944) بن علي (قتل سنة 1913) بن حسين بن علي بيك، وعلي بيك قُتل سنة 1846 في منطقة شلال كلي علي بك في جبال راوندوز، وهذا الشلال يحمل اسمه.
عندما توفى الأمير سعيد بيك سنة 1944، كان عمر تحسين لم يتجاوز الثالثة عشر عاماً، وهذا لا يؤهله أن يُعترف به أميراً على ملته، ولم يسمح له بدخول البرلمان العراقي، كممثل لليزيديين. لكن سطوة جدته أم أبيه ميان خاتون لدى شيوخ اليزيدية وبين طبقة الأمراء وكذلك لدى الحكومة العراقية، سهلت له الطريق. فبمقترح من وزير الداخلية العراقي آنذاك رُفع سنّ الأمير تحسين إلى السن المناسب، فأصبح أميراً وعضواً في البرلمان، وظلت الجدة ميان خاتون وصية عليه تُسهّل له الصعاب في مركزه، مع أنه الأصغر من بين عدة إخوة للأمير سعيد، إلا أن الجدة اختارته ودعمته بكل قوة، لأن أمه كانت من طبقة الأمراء، وهذا مهم بالنسبة إلى التراتبية الاجتماعية لدى اليزيديين.
دعم تحسين الحركة البارزانية، وما حصل أن أُعتقل سنة 1959 إثر حركة الضابط عبد الوهاب الشواف في الموصل، ومن بعدها نفي إلى جنوب العراق، في العمارة والديوانية، وفرضت عليه الإقامة في بغداد، وبتدخل من مصطفى البارزاني، وكان على علاقة جيدة بالحكم آنذاك أفرج عنه، وظل يدعم الحركة حتى قُبيل مارس 1970، حيث الصلح الذي قام بين السلطة في بغداد والحركة البارزانية في كردستان العراق، ثم عاد ووقف معها حتى هزيمتها في مارس 1975 فتوجه إلى خارج العراق، ثم عاد إلى كردستان العراق بعد حوادث 1991 وقيام الإدارة الكردية في أربيل والسليمانية.